# Taiwan High Speed Rail

Streckennetz

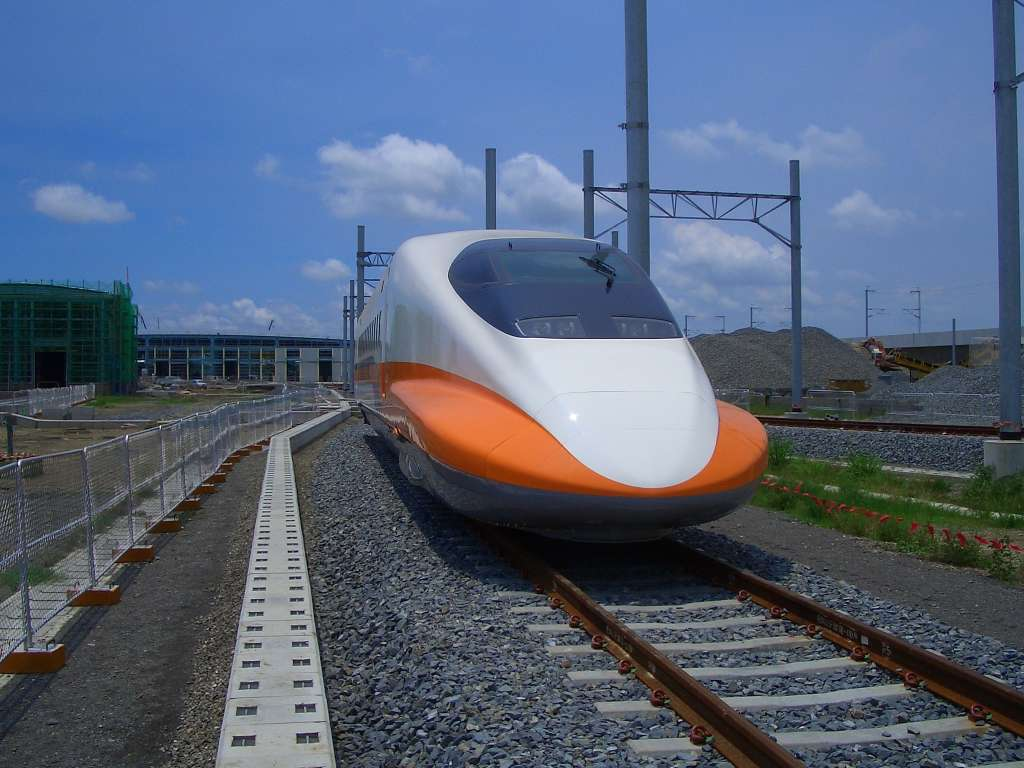
Ein Shinkansen 700T im Depot von Kaohsiung

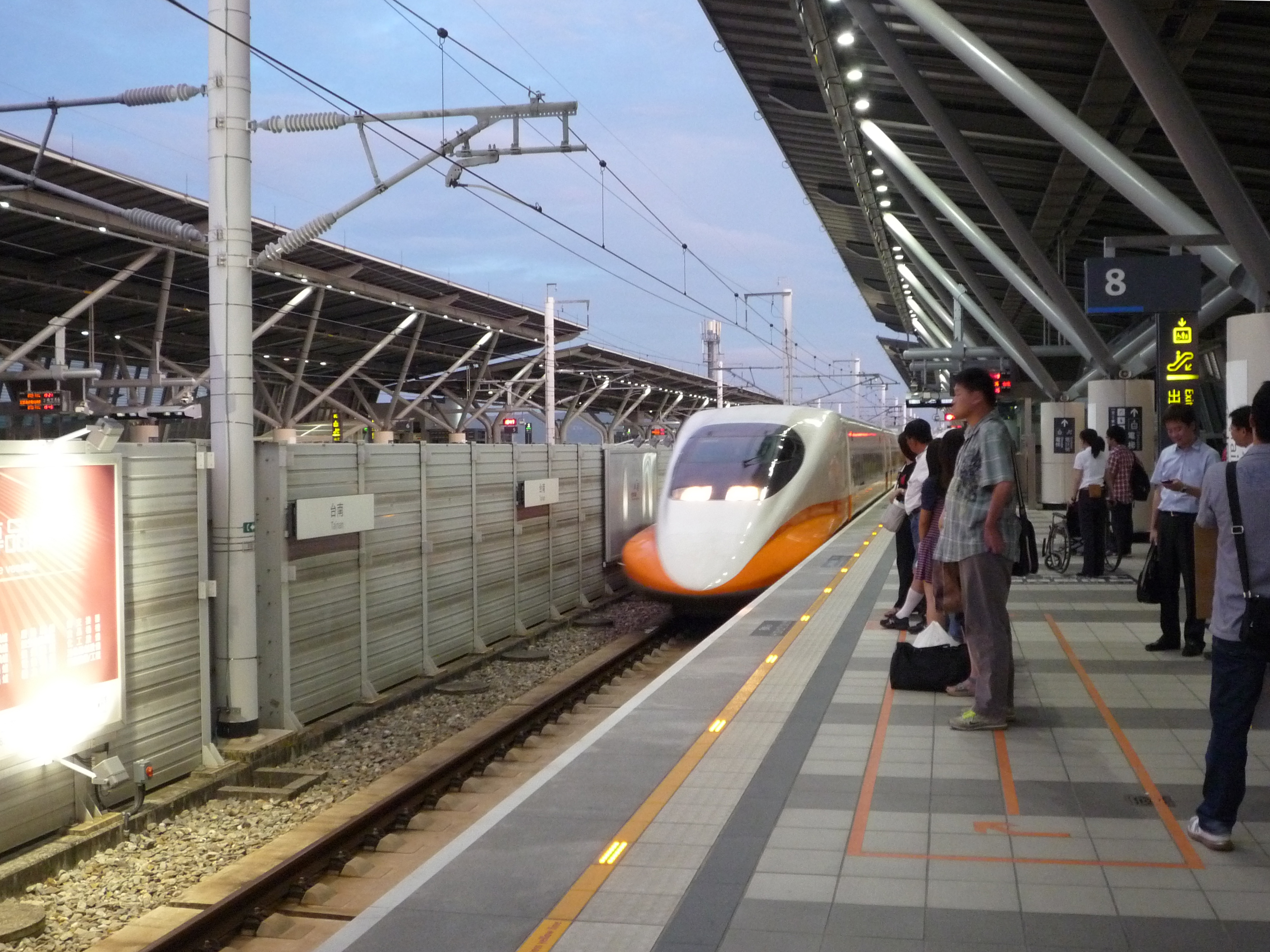
Bahnhof Tainan

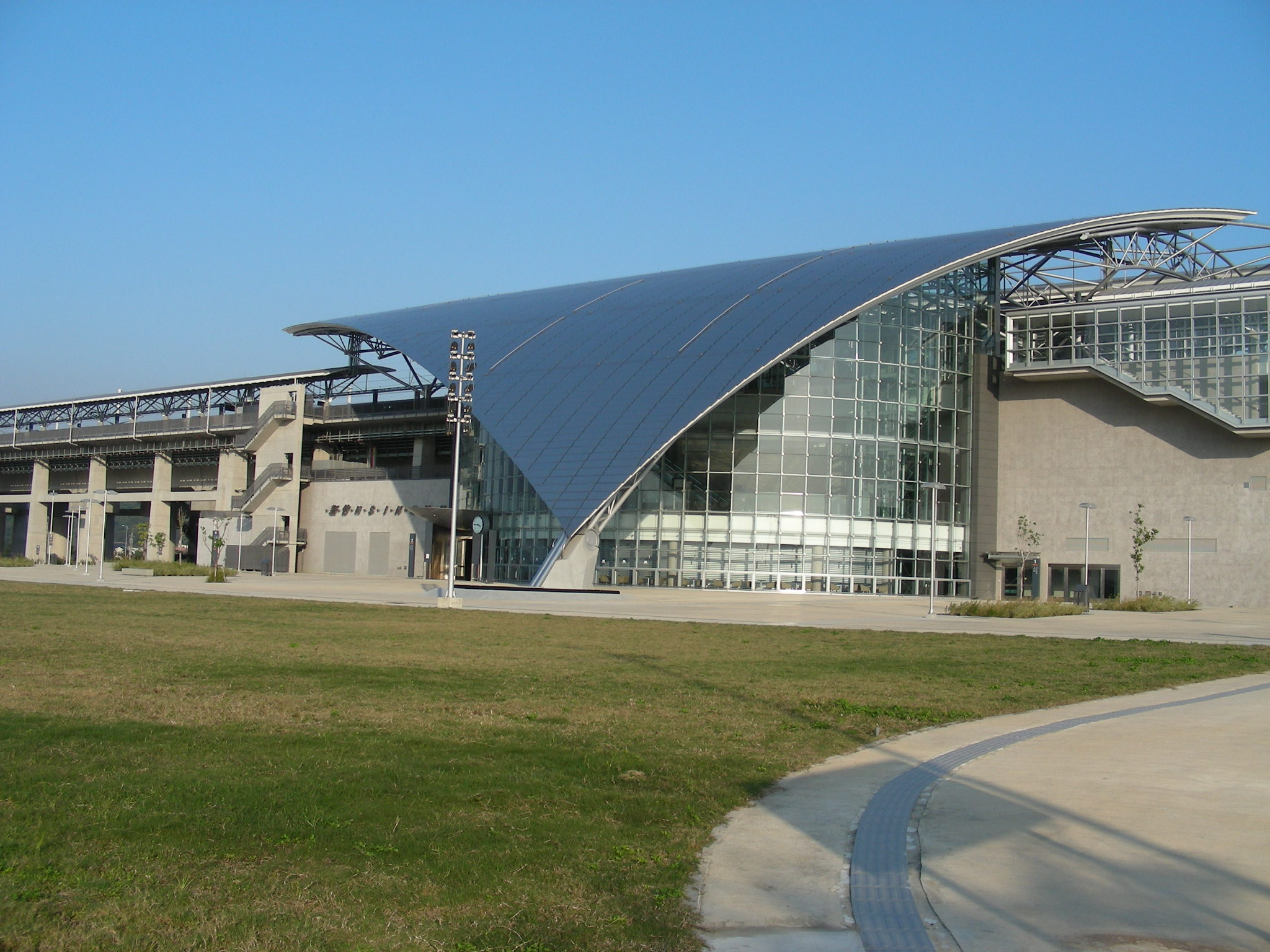
Bahnhof Hsinchu

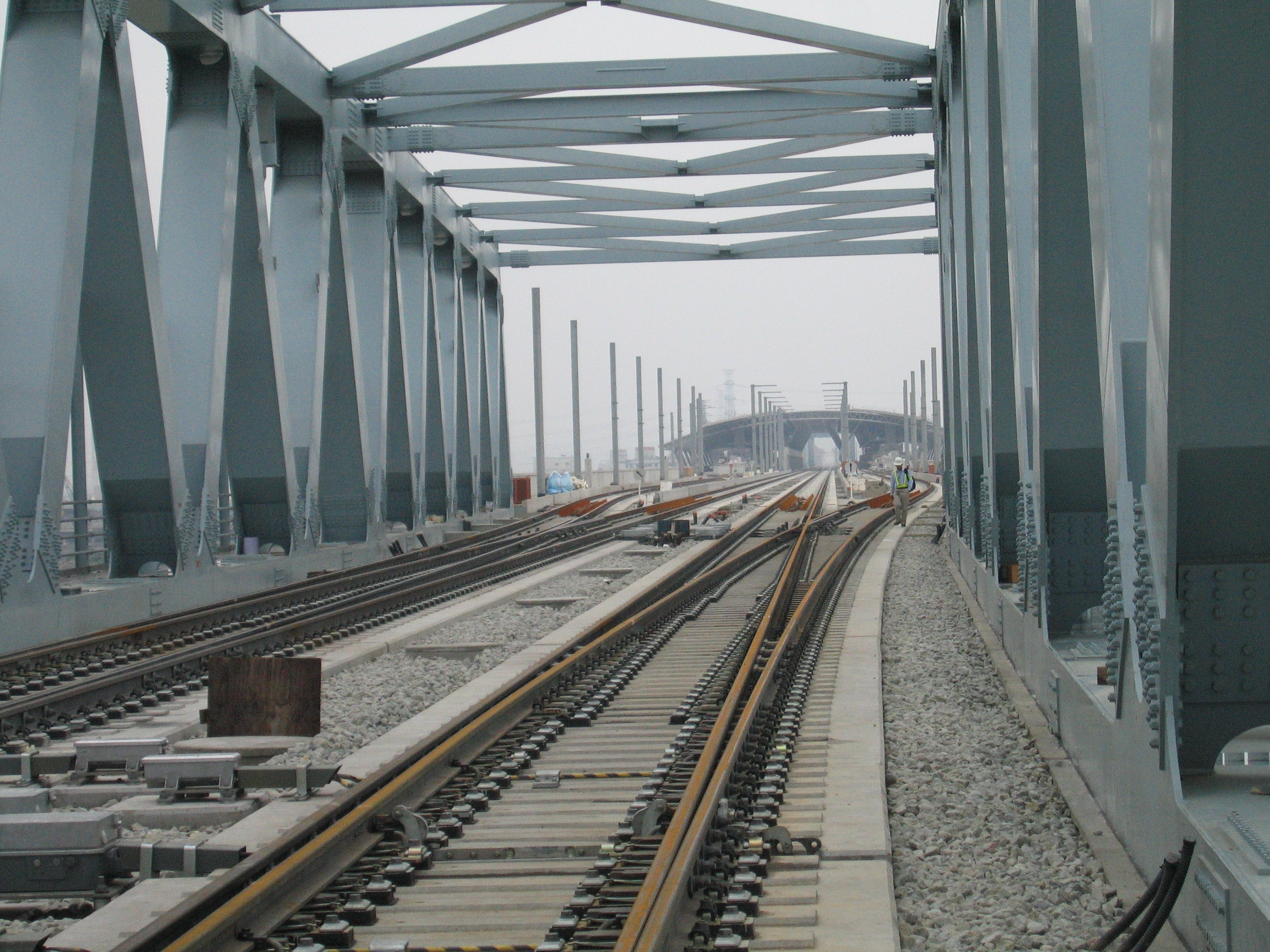
Bahnhofseinfahrt Taichung (im April 2005 während der Bauphase)

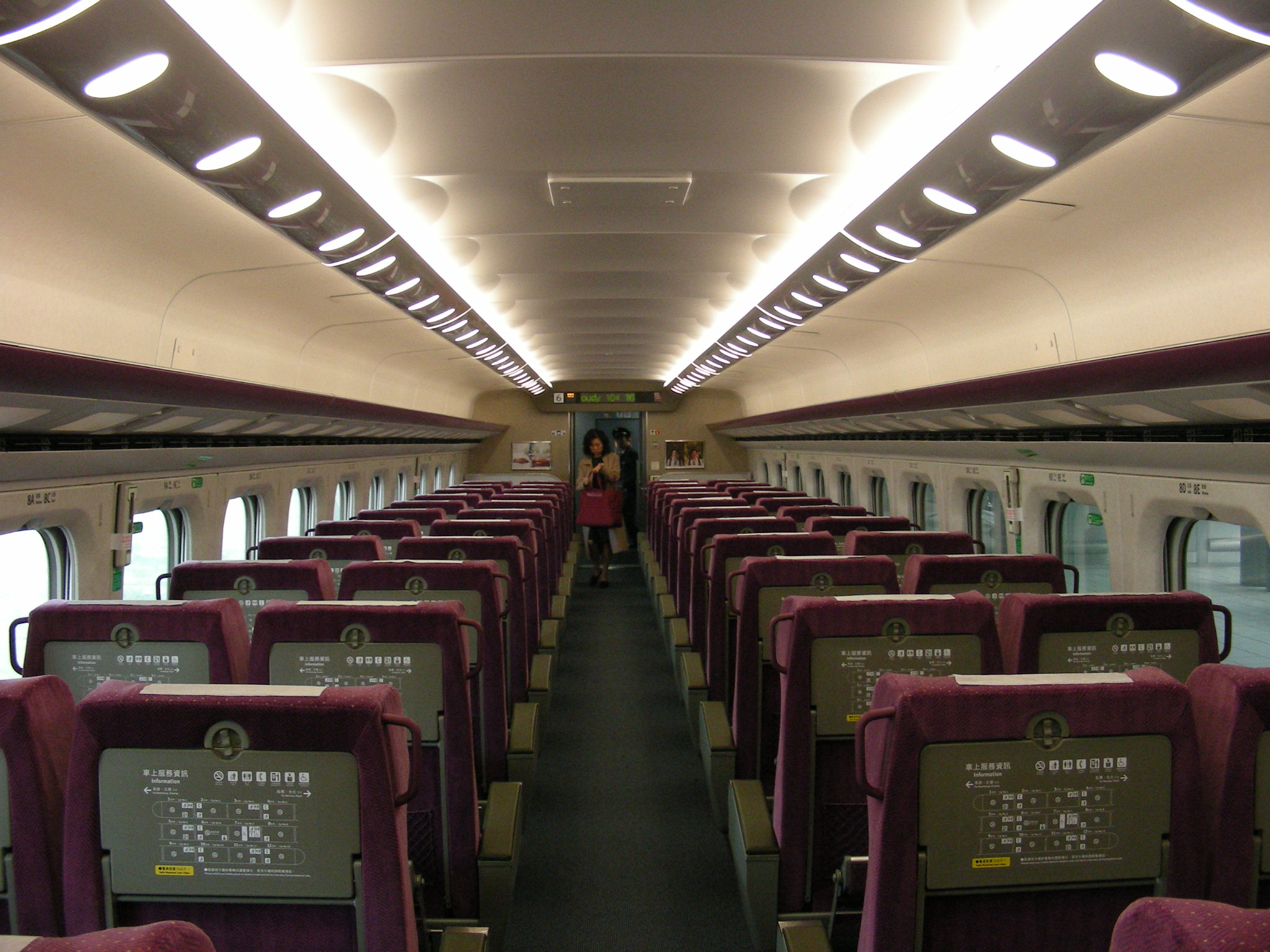
Interieur eines Business-Class-Wagens

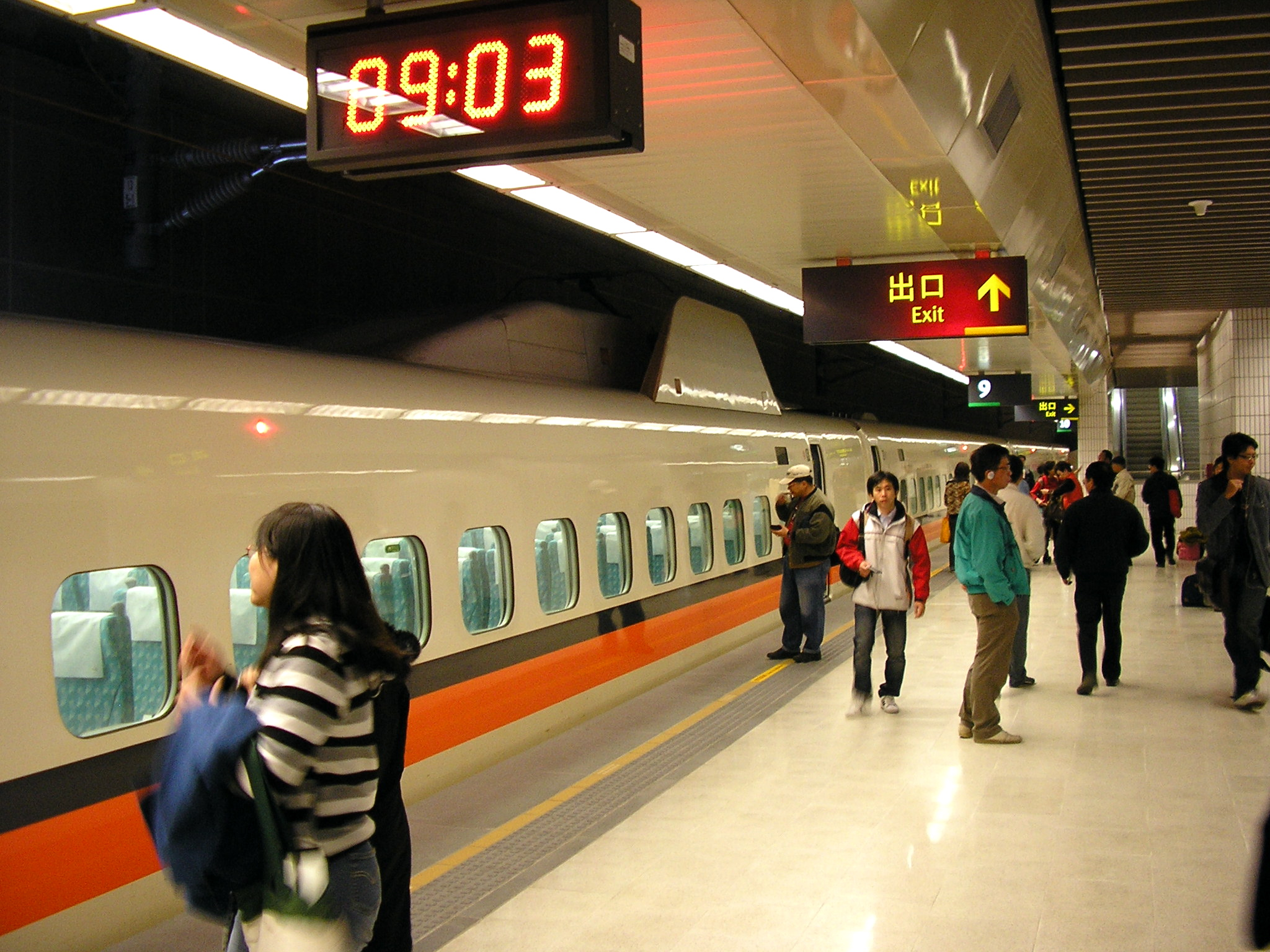
Tiefbahnhof Banqiao

Taiwan High Speed Rail (chinesisch 台灣高速鐵路, Pinyin Táiwān gāosù tiělù, meist kurz 高鐵,  Gāotiě oder THSR) ist eine Eisenbahn-Hochgeschwindigkeitsstrecke in der Republik China auf Taiwan. Die etwa 350 km lange Strecke ist seit dem 5. Januar 2007 in Betrieb und verbindet die im Norden gelegene Hauptstadt Taipeh, seit 2016 ausgehend vom Bahnhof Nan'gang, mit der Hafenstadt und zweitgrößten Stadt Kaohsiung im Süden. Geplant ist eine Verlängerung vom derzeitigen südlichen Endbahnhof Zuoying zum Hauptbahnhof Kaohsiung.
Die kürzeste planmäßige Reisezeit zwischen Taipeh und Kaohsiung beträgt 96 Minuten, mit Zwischenhalten in Banqiao und Taichung. Außerdem gibt es eine mit zwei Stunden Fahrtdauer etwas langsamere Variante mit zusätzlichen Zwischenstopps in Taoyuan, Hsinchu, Chiayi und Tainan, eine Fahrt mit Halt an allen Zwischenstationen dauert zwei Stunden und 18 Minuten.

## Planung
Zu Beginn der 1990er Jahre begannen in Taiwan Untersuchungen zum Bau einer Hochgeschwindigkeitsstrecke zwischen dem Großraum Taipeh im Norden der Insel, wo der Großteil der rund 20 Millionen Einwohner Taiwans wohnt, und der zweitgrößten Stadt Taiwans, Kaohsiung im Süden der Insel (2,7 Millionen Einwohner). Im Flugverkehr wurden beide Städte Ende der 1990er Jahre von sieben Fluggesellschaften im Zehn-Minuten-Takt bedient.
Nach langjährigen Untersuchungen wurde 1997 das Projekt Taiwan High Speed Rail als Konzession ausgeschrieben. Neben dem Bau (etwa fünf Jahre Bauzeit) sollte auch der Betrieb der Strecke über 30 Jahre gewährleistet werden. Anschließend, nach etwa 35 Jahren, sollte das Projekt in das Eigentum des Staates übergehen. Im August 1997 lagen zwei Angebote vor: Zum einen lag ein Angebot von Eurotrain vor, einem Konsortium aus Siemens, GEC-Alsthom und taiwanischen Konzernen, die eine Mischung aus ICE- und TGV-Technologie anboten. Darüber hinaus hatte sich das Chinese High Speed Rail Consortium (CHSRC) mit japanischer Shinkansen-Technologie um den Auftrag beworben.
Anfang Oktober 1997 (andere Quelle: Februar 1998) wurde das Eurotrain-Konsortium zum „bevorzugten Anbieter“ für die Errichtung und den Betrieb der Neubaustrecke erklärt und ein Konzessionsvertrag ausgehandelt. Das Gemeinschaftsunternehmen trat dabei in einem Konsortium mit fünf taiwanischen Konzernen und der Evergreen-Gruppe als Taiwan High Speed Rail Consortium auf. Das Angebot über 11,8 Milliarden US-Dollar umfasste neben der Errichtung der Strecke und der Lieferung von Zügen auch eine Betriebskonzession; auf die europäischen Partner entfielen dabei rund vier Milliarden Dollar. Die taiwanische Transportbehörde hatte sich, nach eigenen Angaben, aufgrund der deutlich besseren Finanzierungsvorschläge für die europäische anstatt der favorisierten japanischen Shinkansen-Lösung entschieden. Die Taiwaner favorisierten als Züge eine Mischung aus zwei ICE-Triebköpfen für 300 km/h und je 12 TGV-Duplex-Mittelwagen in Doppelstock-Ausführung. Die Züge sollten u. a. eine deutsche Oberleitung vom Typ Re 330 und das Zugsicherungssystem Linienzugbeeinflussung erhalten, während von französischer Seite die Stellwerkstechnik zugeliefert werden sollte.
Nach dem Planungsstand von Anfang 1998 sollte die Strecke für eine Höchstgeschwindigkeit von 350 km/h ausgelegt werden, bei einer maximalen Längsneigung von 40 Promille. Von circa 350 Streckenkilometern sollten 252 über Viadukte und Brücken führen, 48 im Tunnel. Der Betrieb sollte zum 1. Juli 2003 aufgenommen werden, wobei an 18 Stunden pro Tag und Zugfolgezeiten von bis zu drei Minuten bis zu 300.000 Reisende je Richtung transportiert werden können sollten.
Im Frühjahr 1999 wurde bekannt, dass die taiwanesischen Partner, die das Eurotrain-Konsortium favorisierten, die Finanzierung am Kapitalmarkt noch nicht ausreichend sichern konnten. Ob dies eine Folge der Asienkrise (1997/1998) oder des Zugunglücks von Eschede (1998) ist, bleibt dabei unklar. Gleichzeitig konnten in Japan die Vorserienzüge der 700er Shinkansen präsentiert werden (1999), mitsamt einer Zusage, die Finanzierungslücke bei deren Kauf zu schließen.
Nachdem das europäische Konsortium Ende Dezember 1999 ein endgültiges Angebot abgegeben hatte, teilte die Betreibergesellschaft Taiwan High-Speed Rail Corporation überraschend mit, statt des Eurotrain-Konsortiums ein japanisches Konsortium um die Mitsui Group mit dem Bau der Strecke und der Lieferung von Zügen zu beauftragen. Ein Vergleich der Angebote habe laut einem Sprecher des Betreibers ergeben, dass die Shinkansen-Technologie der europäischen Lösung in vielen Aspekten überlegen gewesen sei.
Eine Klage von Eurotrain gegen die Vergabe wurde Anfang Februar 2000 zurückgewiesen. Eurotrain klagte nachfolgend im Februar 2001 auf 800 Millionen US-Dollar als Schadenersatz und erhielt nach einem längeren Schlichtungsverfahren im März 2004 schließlich 32,4 Millionen US-Dollar für die Auslagen der Entwicklung und 35,7 Millionen US-Dollar als Kompensation der Bereicherung zugesprochen. Im November akzeptierte die THSRC schließlich eine Zahlung von 65 Millionen US-Dollar zu leisten, mit Zinsen wurden daraus 89 Millionen US-Dollar.

## Bau
Im Mai 1999 begannen die Arbeiten an der Strecke mit der feierlichen Grundsteinlegung des Hauptbetriebswerkes Yanchao (chinesisch 燕巢) bei Kaohsiung. Die etwa 350 km lange Neubaustrecke ist komplett vom bereits existierenden taiwanischen Eisenbahnnetz getrennt und benutzt im Gegensatz zu dessen Kapspurweite die Normalspurweite (1435 mm). Sie ist eigens dem Hochgeschwindigkeits-Personentransport gewidmet. 300 km der Trasse sind ausschließlich Tunnel und Brücken, um anderen Verkehrsadern auszuweichen und dem ökologischen Anspruch zu entsprechen; auch Tierunterführungen wurden geschaffen. Außerdem sind zwölf Bahnhöfe entlang der Strecke geplant, welche durch lokal ansässige Firmen gebaut werden. Acht davon sind inzwischen fertiggestellt und in Betrieb.
Geplante Fertigstellung war eigentlich Oktober 2005. Jedoch waren im Juli 2005 erst circa 88 % der Trasse, 92 % der Bahnhöfe und nur 60 % der mechanischen und elektronischen Systeme fertiggestellt. Aus diesem Grund und wegen finanzieller Schwierigkeiten wurde die Fertigstellung zuerst auf Oktober 2006, dann auf Ende Dezember 2006 verschoben. Seit Januar 2007 ist die Trasse nun in Betrieb, wenn sie auch vorerst mit diversen Kinderkrankheiten (besonders im Fahrkartensystem) zu kämpfen hat.
Zur Sicherung gegen rund 30.000 jährlich in Taiwan registrierte Erdbeben wurde die Strecke an vielen Stellen etwa 100 m tief im Boden verankert.
Die Taiwan High Speed Rail Corporation (THSRC) ist für die Ausführung und Finanzierung verantwortlich. Durch die Verzögerungen belaufen sich die Gesamtkosten inzwischen auf circa 15 Milliarden US-Dollar. Sie gilt damit als eine der teuersten Eisenbahn-Neubaustrecken der Welt.
Mehrere deutsche Firmen waren am Bau beteiligt, unter anderem Bilfinger Berger AG (ca. 80 km Streckenlose komplett), Hochtief AG (ca. 40 km Streckenlos), BWG (Lieferung und Montage der Hochgeschwindigkeitsweichen bis 10.000 m Radius) und Pfleiderer (Schwellen Feste Fahrbahn).
Ende Januar 2005 begannen erste Testfahrten mit aus Japan gelieferten Hochgeschwindigkeitszügen. Aufgrund verzögerter Bauarbeiten wurde die Inbetriebnahme von Oktober 2005 auf Oktober 2006 verschoben. 13 Triebfahrzeugführer aus Deutschland steuerten die ersten Züge und bildeten über neun Monate ihre taiwanischen Kollegen aus. Ende Mai 2007 steuerten erstmals taiwanische Lokführer die Züge.
Am 2. Januar 2011 ging eine 6,5 km lange Strecke zur Anbindung Tainans an die Neubaustrecke in Betrieb.

## Rollmaterial
Die eingesetzten Hochgeschwindigkeitszüge sind japanische Shinkansen-Züge der Baureihe 700T. Um den Anforderungen von Geographie, Topographie, klimatischen Bedingungen und Gesetzen Taiwans zu entsprechen, wurde die Baureihe 700 angepasst und teilweise mit der Baureihe 500 kombiniert. Bestellt wurden 30 komplette Zuggarnituren, von denen jede aus zwölf Wagen mit einer Kapazität von 986 Passagieren besteht. Elf Wagen sind Zweite Klasse (Economy Class) und ein Wagen pro Zug Erste Klasse (Business Class) mit breiteren, bequemeren Sitzen. Gebaut werden diese Züge von der Taiwan Shinkansen Corp. (TSC, chinesisch 台灣新幹線, Pinyin Táiwān Xīngànxiàn), einem Konsortium, geführt von der japanischen Shinkansen-Gruppe, welche aus den Firmen Kawasaki Heavy Industries, Nippon Sharyo und Hitachi Ltd. besteht.
Mitte 2023 wurden bei dem Konsortium Hitachi Toshiba Supreme Consortium (HTSC), welches aus den Firmen Hitachi Ltd., Toshiba Corporation und Toshiba Infrastructure Systems & Solutions Corporation besteht, zwölf Triebzüge der Baureihe N700S bestellt, die aus jeweils 12 Wagen bestehen werden und ab 2026 geliefert werden sollen.

## Testbetrieb
Die ersten Tests begannen im Januar 2005 auf einer 60 km langen Teilstrecke im Süden zwischen Kaohsiung und Tainan. Dabei fanden unterschiedliche Geschwindigkeitstests statt. Ende Oktober wurde die angepeilte Geschwindigkeit von 300 km/h erreicht und mit 315 km/h sogar übertroffen, obwohl die Züge im Passagierbetrieb letztlich nur 300 km/h fahren.

## Bahnhöfe
- Nangang (南港): unterirdisch, gelegen in Taipeh, Stadtbezirk Nangang
- Taipeh (台北): unterirdisch, gelegen in Taipeh, gemeinsamer Bahnhof mit TR-Station Taipeh
- Banqiao (板橋): unterirdisch, gelegen in Banqiao, gemeinsamer Bahnhof mit TR-Station Banqiao
- Taoyuan (桃園): unterirdisch, auch Qingpu (青埔) genannt, gelegen in Zhongli (中壢), MRT- und Busverbindung zum Flughafen Taiwan Taoyuan
- Hsinchu (新竹): erhöht, gelegen in Liujia (六家), Zhubei (竹北), nahe dem Hsinchu-Wissenschaftspark
- Miaoli (苗栗): erhöht
- Taichung (台中): erhöht, gelegen in Wuri (烏日), gemeinsamer Bahnhof mit TR-Station Neu-Wuri (新烏日)
- Changhua (彰化): erhöht
- Yunlin (雲林): erhöht
- Chiayi (嘉義): erhöht, gelegen in Taibao (太保)
- Tainan (台南): erhöht, gelegen in Bezirk Guiren (歸仁)
- Zuoying (左營): ebenerdig, gelegen in Kaohsiung, gemeinsamer Bahnhof mit TR-Station Neu-Zuoying (新左營)
- Pingtung (屏東) (zurückgestellt): erhöht, gelegen in Pingtung (屏東)